# Ониськове (Одеський район)
Они́ськове — село Доброславської селищної громади Одеського району Одеської області в Україні. Населення становить 907 осіб.

## Історія
1 лютого 1945 року  перейменували населені пункти Іракліївської сільської Ради: хутір Єнера — на хутір Ставки, селище радгоспу ім. Кірова — на селище Кірова, село Іракліївка — на село Ониськове і Іракліївську сільраду — на Ониськівську.

## Населення
Згідно з переписом УРСР 1989 року чисельність наявного населення села становила 1024 особи, з яких 486 чоловіків та 538 жінок.
За переписом населення України 2001 року в селі мешкали 834 особи.

### Мова
Розподіл населення за рідною мовою за даними перепису 2001 року:
| Мова       | Чисельність | Відсоток |
| ---------- | ----------- | -------- |
| українська | 728         | 87,29%   |
| російська  | 78          | 9,35%    |
| румунська  | 26          | 3,12%    |
| білоруська | 2           | 0,24%    |
| Усього     | 834         | 100%     |